# Paolo Battista Giudice Calvi
Paolo Battista Giudice Calvi a été le 62e doge de Gênes du 4 janvier 1561 au 27 septembre 1561, date de sa mort bien avant la fin de son mandat qui aurait dû se terminer en janvier 1563.